# Sperweruil
De sperweruil (Surnia ulula) is een uil van gemiddelde afmetingen. De wetenschappelijke naam van de soort werd als Strix ulula in 1758 gepubliceerd door Carl Linnaeus. De term sperwer in zijn naam refereert aan de vorm van zijn vleugels en aan zijn lange staart, die aan de sperwer doen denken.

## Kenmerken
De vogel heeft een ronde kop met gele ogen. Hij wordt 36 tot 41 centimeter groot (het vrouwtje wordt iets groter dan het mannetje) en weegt tot 370 gram. Hij wordt ongeveer 25 jaar oud.

## Voorkomen en leefgebied
De sperweruil leeft in de uitgestrekte bossen van Noord-Amerika en het noorden van Eurazië. Hij heeft een voorkeur voor bossen waar grote open plaatsen in voorkomen. Zijn nest bouwt hij in holle bomen, of hij gebruikt een verlaten nest van een andere grote vogel.
Er worden drie ondersoorten onderscheiden.
- S. u. ulula (Linnaeus, 1758): noordelijk Eurazië.
- S. u. caparoch (Müller, 1776): noordelijk Noord-Amerika.
- S. u. tianschanica (Smallbones, 1906): van centraal Azië tot noordelijk China en noordelijk Mongolië.

### Voorkomen in Nederland
In Nederland is de sperweruil een zeldzame dwaalgast. Er zijn tussen 1900 en 2021 viermaal sperweruilen waargenomen: in 1920 een dode sperweruil bij Amerongen, in 1995 waarnemingen bij Brunssum, in 2005 bij Hooghalen en tussen 12 november 2013 en 10 februari 2014 was een sperweruil bij Zwolle te zien.

## Status
De grootte van de wereldpopulatie is in 2020 geschat op 100.000-500.000 volwassen individuen. Men veronderstelt dat de soort in aantal stabiel is. Om deze redenen staat de sperweruil als niet bedreigd op de Rode Lijst van de IUCN.

## Gedrag
De sperweruil is overwegend overdag actief. Hij voedt zich met lemmingen en andere kleine knaagdieren, en soms ook met kleine vogels als er niet voldoende knaagdieren zijn.
Het gehoor van de sperweruil is buitengewoon goed.
Eind april legt de sperweruil maximaal 7 eieren. Het broeden duurt ongeveer 27 dagen en wordt alleen door het vrouwtje gedaan. Het mannetje brengt intussen eten, en als het vrouwtje weg is bedekt hij de eieren met zijn vleugels.

## Galerij

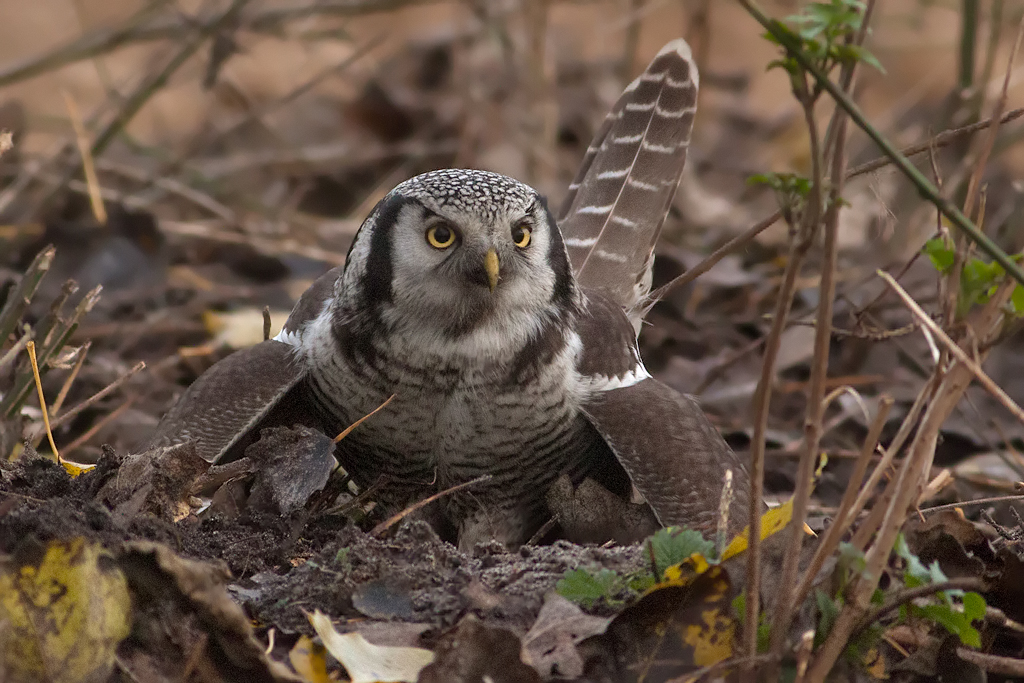
Sperweruil in Zwolle
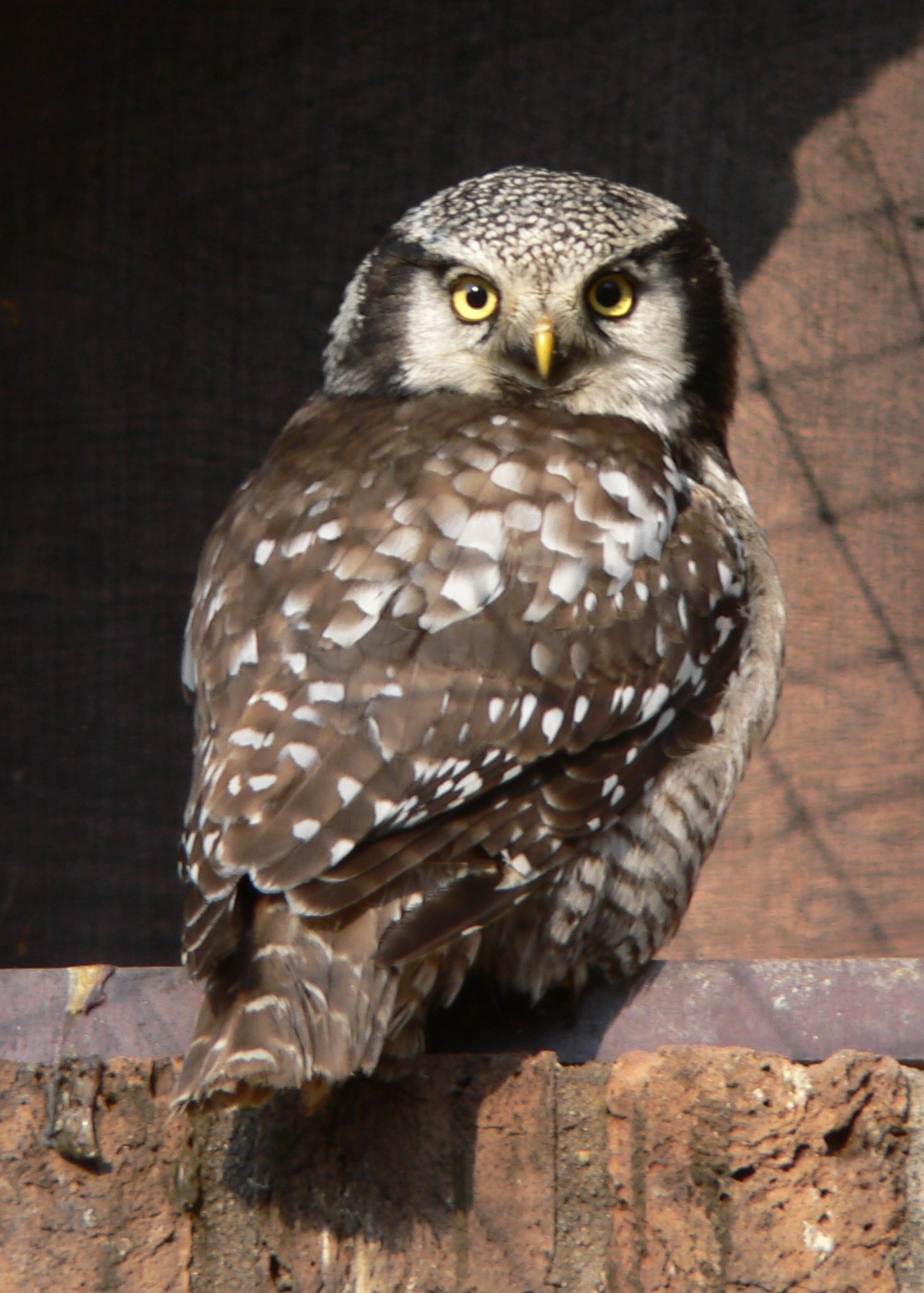
Sluier
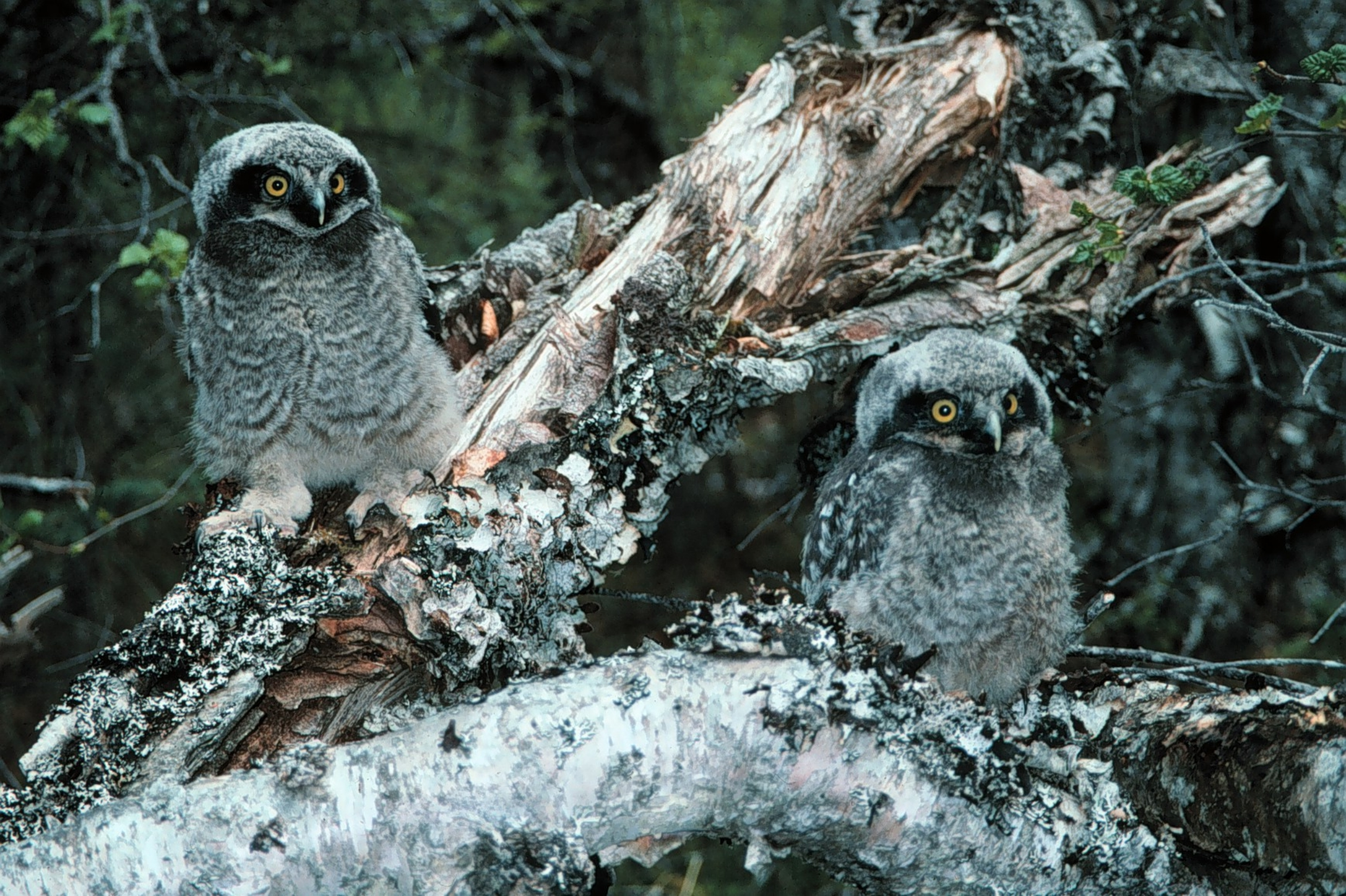
Kuikens
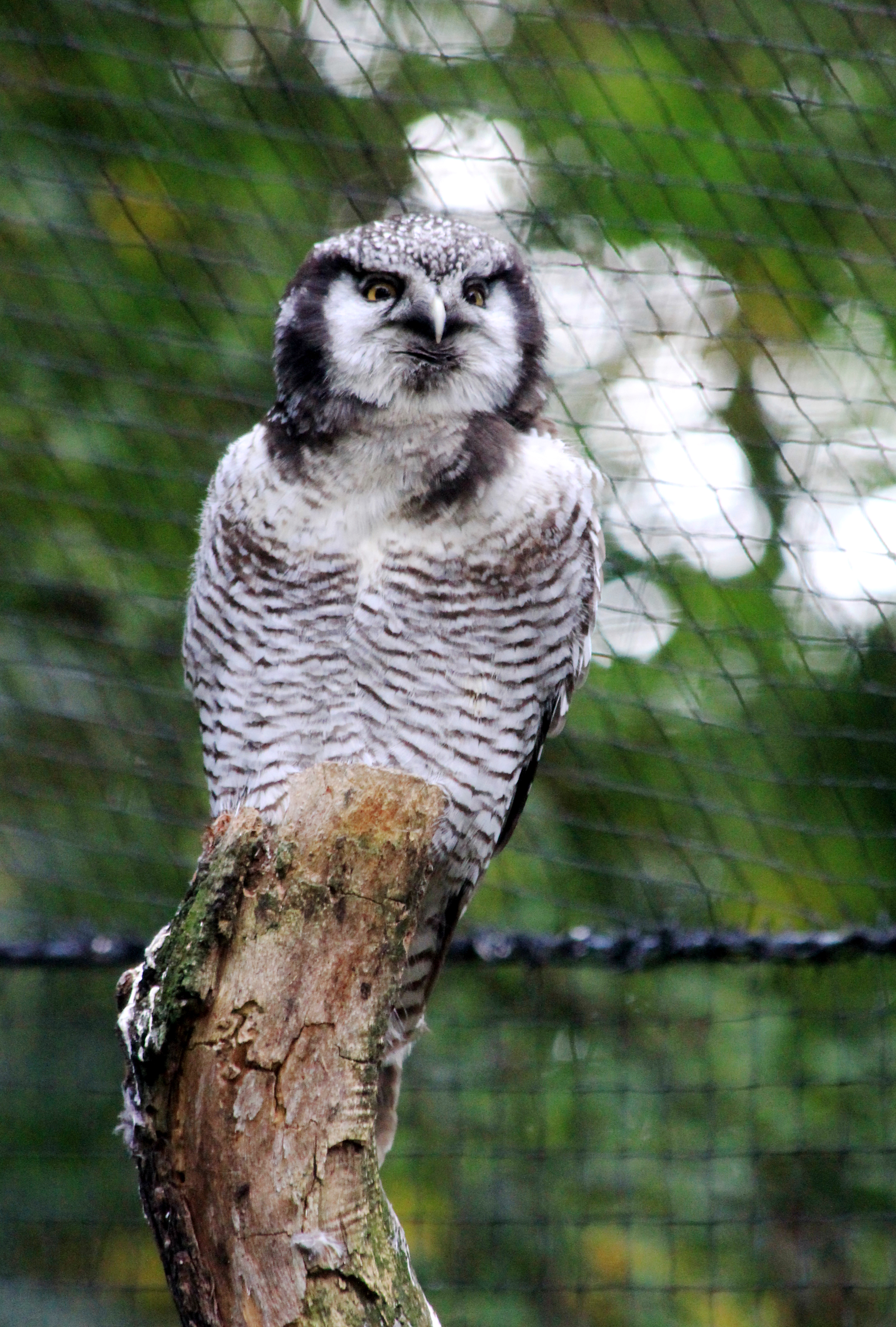
In de dierentuin van Praag